# Campionato europeo maschile under 19 di calcio 2013
Il Campionato europeo di calcio Under-19 2013 è stata la 61ª edizione del torneo organizzato dalla UEFA. La fase finale si è giocata in Lituania dal 20 luglio al 1º agosto 2013. Al torneo potevano partecipare solo i giocatori nati dopo il 1º gennaio 1994.
La Serbia ha vinto il titolo per la prima volta, la terza considerando anche i titoli vinti dalla Jugoslavia.

## Qualificazioni
Il turno di qualificazione si è disputato tra il 26 settembre e il 26 novembre 2012: 48 rappresentative sono state divise in 12 gironi di 4 squadre. Si sono qualificate al Turno Elite le prime due di ogni girone più la migliore terza, escludendo il risultato della partita contro l'ultima classificata del proprio girone. Serbia, Spagna e Turchia sono qualificate automaticamente.
Nel Turno Elite le 28 squadre rimaste sono state divise in sette gironi, le cui vincenti si sono qualificate per la fase finale del torneo. Le partite si sono giocate tra il 22 maggio e l'11 giugno 2013.

## Squadre qualificate
| Nazione     | Qualificata come        | Precedenti partecipazioni1 solo campionati Under-19(dal 2002) |
| ----------- | ----------------------- | ------------------------------------------------------------- |
| Lituania    | Paese ospitante         | 0 (debutto)                                                   |
| Francia     | Vincitrice del Gruppo 1 | 6 (2003, 2005, 2007, 2009, 2010, 2012)                        |
| Serbia      | Vincitrice del Gruppo 2 | 5 (20052, 2007, 2009, 2011, 2012)                             |
| Portogallo  | Vincitrice del Gruppo 3 | 5 (2003, 2006, 2007, 2010, 2012)                              |
| Spagna      | Vincitrice del Gruppo 4 | 9 (2002, 2004, 2006, 2007, 2008, 2009, 2010, 2011, 2012)      |
| Paesi Bassi | Vincitrice del Gruppo 5 | 1 (2010)                                                      |
| Georgia     | Vincitrice del Gruppo 6 | 0 (debutto)                                                   |
| Turchia     | Vincitrice del Gruppo 7 | 4 (2004, 2006, 2009, 2011)                                    |

1 Grassetto indica il campione per quell'anno. Corsivo indica il Paese ospitante.
2 come Serbia-Montenegro

## Stadi
| Alytus                                                                                  | Kaunas                         | Marijampolė         |
| --------------------------------------------------------------------------------------- | ------------------------------ | ------------------- |
| Alytus Stadium                                                                          | Stadio S. Dariaus ir S. Girėno | ARVI Football Arena |
| Capienza: 4.000                                                                         | Capienza: 8.248                | Capienza: 6.250     |
|                                                                                         |                                |                     |
| Alytus Kaunas MarijampolėCampionato europeo maschile under 19 di calcio 2013 (Lituania) |                                |                     |

## Fase a gironi

### Girone A
| Pos. | Squadra     | Pt | G | V | N | P | GF | GS | DR |
| ---- | ----------- | -- | - | - | - | - | -- | -- | -- |
| 1.   | Spagna      | 9  | 3 | 3 | 0 | 0 | 6  | 2  | +4 |
| 2.   | Portogallo  | 6  | 3 | 2 | 0 | 1 | 8  | 4  | +4 |
| 3.   | Paesi Bassi | 3  | 3 | 1 | 0 | 2 | 6  | 9  | -3 |
| 4.   | Lituania    | 0  | 3 | 0 | 0 | 3 | 4  | 9  | -5 |

| Arbitro: | Martin Strömbergsson |

|                               |           |                               |
| Artimavičius 38’ Sirgėdas 83’ | Marcatori | 10’, 29’ Achahbar 90+5’ Vloet |

| Arbitro: | Felix Zwayer |

|             |           |  |
| Ramírez 19’ | Marcatori |  |

| Arbitro: | Aljaksej Kul'bakov |

|  |           |                   |
|  | Marcatori | 6’, 74’ Hernández |

| Arbitro: | Michael Oliver |

|           |           |                                                               |
| Vloet 90’ | Marcatori | 32’, 89’ Alexandre Guedes 73’ Leandro Silva 87’ Ricardo Horta |

| Arbitro: | Orel Greenfeld |

|                                                                             |           |                     |
| Marcos Lopes 8’ Petrauskas 45’ (aut.) Tobias Figuereido 51’ Carlos Mané 65’ | Marcatori | 53’, 90+2’ Sirgėdas |

| Arbitro: | Aljaksej Kul'bakov |

|                                   |           |                                  |
| Leemans 36’ Achahbar 90+1’ (rig.) | Marcatori | 68’ Ramírez 81’ Vadillo 83’ Vico |

### Girone B
| Pos. | Squadra | Pt | G | V | N | P | GF | GS | DR |
| ---- | ------- | -- | - | - | - | - | -- | -- | -- |
| 1.   | Serbia  | 7  | 3 | 2 | 1 | 0 | 4  | 2  | +2 |
| 2.   | Francia | 5  | 3 | 1 | 2 | 0 | 3  | 2  | +1 |
| 3.   | Turchia | 3  | 3 | 1 | 0 | 2 | 6  | 6  | 0  |
| 4.   | Georgia | 1  | 3 | 0 | 1 | 2 | 2  | 5  | -3 |

| Arbitro: | Michael Oliver |

|                          |           |                 |
| Luković 17’ Mitrović 54’ | Marcatori | 88’ Recep Niyaz |

| Alytus 20 luglio 2013, ore 19:0= UTC+3 | Georgia        | 0 – 0 referto | Francia | Alytus Stadium\| Arbitro: \| Emir Alecković \| |
| Arbitro:                               | Emir Alecković |               |         |                                                |

| Arbitro: | Orel Greenfeld |

|           |           |  |
| Meleg 74’ | Marcatori |  |

| Arbitro: | Martin Strömbergsson |

|                           |           |                     |
| İbrahim Yılmaz 87’ (rig.) | Marcatori | 6’ Hunou 64’ Benzia |

| Arbitro: | Felix Zwayer |

|           |           |               |
| Hunou 30’ | Marcatori | 77’ Pavlovski |

| Arbitro: | Gediminas Mažeika |

|                                                    |           |                            |
| Okan Deniz 16’, 18’ Recep Niyaz 58’ Cenk Şahin 80’ | Marcatori | 3’ Endeladze 50’ Kacharava |

## Fase a eliminazione diretta
|  | Semifinali | Semifinali    | Semifinali |         |        | Finale | Finale | Finale |  |
|  |            |               |            |         |        |        |        |        |  |
|  | 1B         | Serbia (dtr)  | 2 (3)      |         |        |        |        |        |  |
|  | 1B         | Serbia (dtr)  | 2 (3)      |         |        |        |        |        |  |
|  | 2A         | Portogallo    | 2 (2)      |         |        |        |        |        |  |
|  | 2A         | Portogallo    | 2 (2)      |         | Serbia | Serbia | 1      |        |  |
|  |            |               |            |         | Serbia | Serbia | 1      |        |  |
|  |            |               | Francia    | Francia | 0      |        |        |        |  |
|  | 1A         | Spagna        | Francia    | Francia | 0      | 1      |        |        |  |
|  | 1A         | Spagna        |            |         |        |        |        |        |  |
|  | 2B         | Francia (dts) | 2          |         |        |        |        |        |  |

### Semifinali
| Arbitro: | Michael Oliver |

|                           |                      |                                         |
| Đurđević 6’ Gaćinović 85’ | Marcatori            | 55’ Bernardo Silva 79’ Alexandre Guedes |
|                           | Tiri di rigore 3 – 2 |                                         |

| Arbitro: | Orel Greenfeld |

|               |           |                       |
| Rodríguez 27’ | Marcatori | 29’ Benzia 105’ Conte |

### Finale
| Arbitro: | Aljaksej Kul'bakov |

|             |           |  |
| Luković 57’ | Marcatori |  |